# Todiramphus tutus
El alción respetado (Todiramphus tutus) es una especie de ave coraciforme de la familia Halcyonidae endémica de las islas Cook las islas de la Sociedad en la Polinesia francesa. Esta especie estaría cercanamente emparentada con el alción acollarado de Fiyi, Tonga y Samoa.

## Descripción
Se parece al alción acollarado pero es de menor tamaño y carece de cualquier tono canela en el plumaje. Sus partes inferiores son blancas y las superiores son de color verde azulado (aunque el píleo de la subespecie de Atiu es casi del todo blanco) y subspecies is almost entirely white). Tiene todo el controno del cuello blanco lo que le diferencia del alción venerado de Tahití que solo tiene blanca la parte frontal.  

## Hábitat y conservación
Su hábitats natural son los bosques húnedos tropicales de las islas. Esta especie prefiere el bosque primario de los valles montañosos, pero también se encuentra en los bosques secundarios y las plantaciones viejas. El alción respetado tiene una distribución desigual y es raro en algunos lugares. Un censo en la isla de Tahití realizado entre 1986-1991 no encontró ninguno, aunque se había registrado en la isla en el pasado. Sin embargo, la IUCN no lo considera una especie amenazada.

## Comportamiento
El alción respetado se encuentra en solitario o en parejas y se alimenta de insectos y lagartijas que atrapa en el suelo o volando. Anida en cavidades de los árboles.